# Epeiroides bahiensis
Epeiroides bahiensis är en spindelart som först beskrevs av Eugen von Keyserling 1885.  Epeiroides bahiensis ingår i släktet Epeiroides och familjen hjulspindlar. Inga underarter finns listade i Catalogue of Life.